# Strigania
Strigania là một chi bướm đêm thuộc họ Noctuidae.